# Schlacht von Hanna
Landung bei Fao –
Basra –
al-Qurna –
Shaiba –
Ktesiphon –
Belagerung von Kut –
Scheich Saad –
Wadi –
Hanna –
Dujaila –
Kut II –
Bagdad –
Samarra –
Ramadi –
Sharqat
Als Schlacht von Hanna (türkisch: Felahiye Muharebesi) bezeichnet man die Kämpfe, die am 21. Januar 1916 zwischen den britisch-indischen und osmanischen Truppen ausgetragen wurde. Den Briten gelang es nicht ihre in Kut belagerten Landsleute unter Charles Vere Ferrers Townshend zu befreien.

## Schlacht
Nach der Schlacht am Wadi zogen sich die Osmanen unter Colmar Freiherr von der Goltz zurück.
Sie schlugen ihr neues Lager bei el-Hanna, einen schmalen Streifen trockenen Landes zwischen dem Tigris und dem Suwaikiya-Sümpfen, auf.
Fenton Aylmer versuchte, trotz hoher Verluste bei der letzten Schlacht, einen erneuten Angriff gegen die Osmanen, obwohl starke Regenfälle einen Sieg unmöglich machten.
Die gut ausgebauten osmanischen Stellungen zwangen die Briten, welche während des Angriffes in das osmanische Maschinengewehrfeuer geraten waren, endgültig zum Rückzug.

## Folgen
Nach der Schlacht war es klar, dass die Briten ihre eingeschlossenen Kameraden nicht befreien konnten.
Trotz zwei weiterer Befreiungsversuche mussten sich die in Kut eingeschlossenen Truppen schließlich am 29. April ergeben.